# Santa María Huazolotitlán
Santa María Huazolotitlán es una localidad indígena del estado mexicano de Oaxaca. Es cabecera del municipio de Santa María Huazolotitlán.

## Fiestas y costumbres
Una de las costumbres de la comunidad es el pedimento de lluvia el donde la comunidad se reúne en el templo católico para ir a "Cerro Grande" para hacer una oración y agradecr a Dios, este ritual se ha llevado a cabo desde tiempos prehispánicos en donde participan indígenas negros y mestizos. La otra costumbre es ir a recoger las ánimas (almas) del panteón municipal y llevarlas a la iglesia para que los muertos puedan reunirse con sus familiares, llevándolas de nuevo al panteón el día 2 de noviembre.
En cuanto a las festividades, existen dos cuyos eventos son anuales: el primero es el inicio de la Cuaresma o primer viernes en donde junto con el carnaval tradicional la comunidad celebra la primera semana de Cuaresma.
La otra festividad anual se celebra el día 15 de agosto en honor a la Virgen de la Asunción (patrona de la comunidad).
La comunidad también celebra fiestas religiosas como Navidad, Día de muertos, Día de Reyes, Semana Santa, entre otros.

### Danzas
En la comunidad se bailan las siguientes danzas:
danza de los tejorones: Una danza indígena originaria de la población que mezcla el mistisismo indígena y europeo, que se baila en los días de Carnaval.
Entre los personajes principales de esta danza están:
- Chanihuelas
- Tejorón calistro
- Tejorón negro
- Animales como el perro, el chivo, la vaca, el tigre, la iguana y el burro.
danza de la tortuga: Una danza que se baila en las mayordomías importantes de la comunidad tomando referencia a los mitos mixtecos.
Alrededor de 7 parejas danzan los sones, entre sus personajes destacan:
- El viejo y la vieja
- La tortuga que danza alrededor de las parejas
danza de moros y cristianos: Esta danza narra los sucesos de la guerra entre cristianos y musulmanes, se ha ido perdiendo en la comunidad pero también se ha empezado a recuperar.
danza de los chareos: Esta danza es la variante de los moros y cristianos se baila al inicio de la celebración anual del 15 de agosto.
danza de los plumudos: Esta danza se baila en varias comunidadea teniendo cada una sus variaciones, se bailan en festividades importantes.
danza de las mascaritas: Esta danza se baila en las comunidades colindantes con varias variantes se baila en mayordomías de la comunidad.

## Demografía
| Censo | Población |
| ----- | --------- |
| 1900  | 1 766     |
| 1910  | 1 683     |
| 1921  | 1 568     |
| 1930  | 1 880     |
| 1940  | 1 739     |
| 1950  | 2 123     |
| 1960  | 2 744     |
| 1970  | 3 291     |
| 1980  | 4 630     |
| 1990  | 4 514     |
| 1995  | 4 382     |
| 2000  | 4 274     |
| 2005  | 4 842     |
| 2010  | 4 763     |
| 2020  | 5 165     |